# 46

## Události
- Thrákie připojena jakožto provincie k římské říši
- Římané staví první Londýnský most
- sčítání ukázalo, že římská říše má přes 6 miliónů obyvatel

## Narození
- Plútarchos, filosof

## Hlavy států
- Papež – Petr (cca 30 – 64/65/66/67)
- Římská říše – Claudius (41–54)
- Parthská říše – Gótarzés II. (43/44–51)
- Kušánská říše – Kudžúla Kadphises (30–90)
- Čína, dynastie Chan (206 př. n. l. – 220 n. l.) – Kuang Wu-ti (25–57)